# Champs-Romain
Champs-Romain – miejscowość i gmina we Francji, w regionie Nowa Akwitania, w departamencie Dordogne.
Według danych na rok 1990 gminę zamieszkiwało 331 osób, a gęstość zaludnienia wynosiła 16 osób/km² (wśród 2290 gmin Akwitanii Champs-Romain plasuje się na 851. miejscu pod względem liczby ludności, natomiast pod względem powierzchni na miejscu 505.).